# The Vrooom Sessions
The VROOOM Sessions (April May 1994) – album kompilacyjny King Crimson, wydany w październiku 1999 roku nakładem Discipline Global Mobile jako CD. Ukazał się jak nr 8. w serii wydawniczej „The King Crimson Collectors’ Club”.

## Album

### Historia
W kwietniu 1994 roku Robert Fripp, Adrian Belew, Trey Gunn, Tony Levin, Pat Mastelotto i Bill Bruford zebrali się na sesję nagraniową w Applehood Studios w Woodstock. Jej rezultatem był minialbum VROOOM, wydany w listopadzie tego samego roku. Są to najwcześniejsze nagrania King Crimson w składzie sześcioosobowym (tzw. podwójne trio). Nagrania z tamtej sesji, które nie weszly na VROOOM, ukazały się pięć lat później jako The VROOOM Sessions. Jest to przeważnie muzyka improwizowana oraz instrumentalne fragmenty, będące wypadkową doświadczeń poszczególnych muzyków.

### Lista utworów
Lista i informacje według Discogs:
| 1.  | Bass Groove        | 4:34  |
|     |                    |       |
| 2.  | Fashionable        | 4:59  |
|     |                    |       |
| 3.  | Monster Jam        | 8:38  |
|     |                    |       |
| 4.  | Slow Mellow        | 2:57  |
|     |                    |       |
| 5.  | Krim 3             | 3:20  |
|     |                    |       |
| 6.  | Funky Jam          | 4:57  |
|     |                    |       |
| 7.  | Bill & Tony        | 1:36  |
|     |                    |       |
| 8.  | No Questions Asked | 3:24  |
|     |                    |       |
| 9.  | Adrian’s Clouds    | 1:39  |
|     |                    |       |
| 10. | Calliope           | 5:58  |
|     |                    |       |
| 11. | One Time           | 5:24  |
|     |                    |       |
| 12. | Booga Looga        | 3:46  |
|     |                    |       |
|     |                    | 51:12 |
|     |                    |       |

### Zespół
- Robert Fripp – gitara, electronika (Soundscapes)
- Adrian Belew – gitara
- Tony Levin – gitara basowa, Chapman stick
- Trey Gunn – Chapman stick
- Bill Bruford, Pat Mastelotto – perkusja (akustyczna i elektroniczna), instrumenty perkusyjne

### Pozostałe informacje
- muzyka – King Crimson
- produkcja – David Singleton, Robert Fripp

Do albumu dołączona została 24-stronicowa książeczka z zapiskami Roberta Frippa, Notes From the Guitar Stool, a także niepublikowane wcześniej zdjęcia autorstwa Tony’ego Levina.

## Odbiór

### Opinie krytyków
| Recenzje      | Recenzje |
| Publikacja    | Ocena    |
| ------------- | -------- |
| AllMusic      | [ 1 ]    |
| Prog Archives | 3.22/5.0 |
| RYM           | 3.16/5   |
| Teraz Rock    | [ 6 ]    |

Lindsay Planer z AllMusic jest zdania, że zrealizowane wówczas nagrania dają miłośnikom King Crimson „możliwość prześledzenia ewolucji materiału unikalnego dla tego zespołu”. Autor wyróżnił 'Monster Jam', instrumentalne wykonanie 'One Time' oraz 'Funky Jam' z solówkami Frippa, „należącymi do jego najlepszych”. Stwierdził następnie, iż „eteryczne dźwięki i surrealistyczne frazowanie” są „prawdopodobnie główną atrakcją The VROOOM Sessions”.
Natomiast Jordan Babula z magazynu Teraz Rock uważa, że albumem tym zespół „sprawił prawdziwy zawód”. Nagrania pozostawiają „uczucie pustki i niedosytu”. Wybitni muzycy nie zawsze mają – jego zdaniem – wybitne pomysły. Instrumentalne improwizacje: 'Funky Jam', 'Bass Groove' i 'Moonster Jam' określił jako „pobawione wyrazu i schematyczne”, a inne, jak: 'Krim', 'Slow Mellow' i 'Bill & Tony' – jako „wyzute z pomysłów”.